# Ларссон, Пелле
Пелле Ларссон (англ. Pelle Larsson; род. 23 февраля 2001, Накка, Стокгольм) — шведский профессиональный баскетболист, выступающий за команду НБА «Майами Хит». Играет на позиции атакующего защитника.

## Профессиональная карьера

### Майами Хит (2024–настоящее время)
27 июня 2024 года Ларссон был выбран под 44-м номером командой «Хьюстон Рокетс» на драфте НБА 2024 года, однако сразу же в ночь драфта в результате трёхсторонней сделке с участием «Атланты Хокс» он был обменян в «Майами Хит» на Эй Джей Гриффина, который в сентября того же года объявил о завершении карьеры, чтобы «следовать за Иисусом». 2 июля Ларссон подписал контракт с «Майами».
Ларссон дебютировал в НБА 23 октября 2024 года в проигранном со счётом 116–97 матче против «Орландо Мэджик», набрал 2 очка. 2 февраля 2025 года он был направлен в команду «Су-Фолс Скайфорс». Через день, 3 февраля 2025 года, он был отозван в «Майами Хит».

## Карьера в сборной
Ларссон представлял Швецию на уровнях до 16 и до 18 лет. За основную сборную Швеции Ларссон дебютировал в квалификации к чемпионату мира по 2023 года.

## Статистика

### Статистика в NCAA
| Сезон | Команда | Conf    | Class   | GP  | GS | MPG  | FG%  | 3P%  | FT%  | RPG | APG | SPG | BPG | PPG  |
| --- | ------- | ------- | ------- | --- | -- | ---- | ---- | ---- | ---- | --- | --- | --- | --- | ---- |
| 2020/21 | Юта     | Pac-12  | FR      | 25  | 18 | 26,6 | 46,7 | 46,3 | 88,3 | 3,2 | 2,8 | 0,7 | 0,5 | 8,2  |
| 2021/22 | Аризона | Pac-12  | SO      | 37  | 2  | 20,7 | 47,8 | 36,3 | 81,3 | 3,4 | 1,8 | 0,8 | 0,2 | 7,2  |
| 2022/23 | Аризона | Pac-12  | JR      | 35  | 18 | 27,4 | 47,2 | 35,6 | 83,5 | 4,3 | 3,1 | 0,8 | 0,2 | 9,9  |
| 2023/24 | Аризона | Pac-12  | SR      | 36  | 36 | 30,1 | 51,9 | 42,6 | 75,0 | 4,1 | 3,7 | 0,9 | 0,2 | 12,8 |
| Всего | Всего   | Всего   | Всего   | 133 | 74 | 26,1 | 49,0 | 39,7 | 81,3 | 3,8 | 2,8 | 0,8 | 0,3 | 9,6  |
| Аризона | Аризона | Аризона | Аризона | 108 | 56 | 26,0 | 49,4 | 38,5 | 79,9 | 3,9 | 2,8 | 0,8 | 0,2 | 9,9  |
| Юта | Юта     | Юта     | Юта     | 25  | 18 | 26,6 | 46,7 | 46,3 | 88,3 | 3,2 | 2,8 | 0,7 | 0,5 | 8,2  |
| Наведите курсор мыши на аббревиатуры в заголовке таблицы, чтобы прочесть их расшифровку Статистика приведена с сайта sports-reference.com |         |         |         |     |    |      |      |      |      |     |     |     |     |      |

### Статистика в других лигах
| Сезон | Команда | Лига             | GP | GS | MPG  | FG%  | 3P%  | FT%  | RPG | APG | SPG | BPG | PFL | TOV | PPG |
| --- | ------- | ---------------- | -- | -- | ---- | ---- | ---- | ---- | --- | --- | --- | --- | --- | --- | --- |
| 2019/20 | Лулео   | Чемпионат Швеции | 26 | 13 | 20,0 | 53,0 | 26,2 | 61,9 | 2,8 | 1,9 | 0,8 | 0,7 | 1,6 | 1,3 | 7,6 |
| Всего | Всего   | Всего            | 26 | 13 | 20,0 | 53,0 | 26,2 | 61,9 | 2,8 | 1,9 | 0,8 | 0,7 | 1,6 | 1,3 | 7,6 |
| Наведите курсор мыши на аббревиатуры в заголовке таблицы, чтобы прочесть их расшифровку Статистика приведена с сайта basketball.realgm.com |         |                  |    |    |      |      |      |      |     |     |     |     |     |     |     |